# سوپ تاکو
سوپ تاکو نوعی سوپ است که از موادی مشابه موادی که در داخل تاکو استفاده می‌شود تشکیل شده‌است: گوشت چرخ کرده، گوجه فرنگی، فلفل سبز خرد شده، پیاز، ذرت، لوبیا و یک بسته چاشنی تاکو. انواع‌های گیاهی لوبیا را با سایر مواد ترکیب می‌کنند، به جز گوشت چرخ کرده. پس از پخته شدن، سوپ ممکن است با پنیر، خامه ترش، پیاز خام، آووکادو یا چیپس تورتیلا پر شود